# Наментенга
Наментенга (фр. Namentenga) — одна з 45 провінцій Буркіна-Фасо. Входить до складу Північно-Центральної області. Адміністративний центр провінції — місто Булса. Площа провінції становить 6464 км².

## Населення
За даними на 2013 рік чисельність населення провінції становила 402 214 осіб.
Динаміка чисельності населення провінції по роках:
| 1996   | 1997   | 2005   | 2006   | 2013   |
| ------ | ------ | ------ | ------ | ------ |
| 251909 | 251909 | 318822 | 327749 | 402214 |

## Адміністративний поділ
В адміністративному відношенні поділяється на 8 департаментів:
- Боала
- Бульса
- Бурум
- Дарго
- Нагбінгу
- Тугурі
- Ялго
- Зегедегін